# Панночка та мишка
«Панночка та мишка» (англ. The Lady and the Mouse) — американський короткометражний художній фільм Девіда Гріффіта 1913 року.

## Сюжет
Вступний епізод знайомить нас з будинком скромного торговця і його сім'єю. Далі ми переносимося в обстановку багатого будинку. В саду молода дівчина фліртує з чоловіком і цілується з ним. За цим спостерігає її наречений (головний герой). У розпачі він залишає сад. Біля хвіртки юнак наштовхується на двох волоцюг, мирно сплячих в тіні. У наступних кадрах показуються троє подорожніх, які йдуть з міста. По дорозі, в невеликому селі юнак відчув нездужання і знайшов притулок в сім'ї скромного крамаря. Дочка крамаря — втілення всіх чеснот. Він, спостерігаючи за нею, бачить, що вона настільки добра, що не спроможна завдати зла навіть мишеняти. Залишаючи гостинний будинок,юнак вирішує повернутися сюди і одружитися з донькою крамаря. Все закінчується шлюбом.

## Художні особливості
Сцена в саду цікава тим, що юнак був знятий зі спини. Це було зроблено для того, щоб ввести глядачів в оману: коли в наступних кадрах показуються троє подорожніх, глядачі не повинні знати, хто з них багатий юнак. Ключова сцена фільму — дочка торговця повинна втопити потрапив в мишоловку мишеняти, але вона не може на це зважитися і випускає його на свободу. Гріффіт вводить в цьому епізоді багато великих планів. Це допомагає передати боротьбу почуттів, нерішучість, хвилювання і твердість прийнятого рішення. У фінальній сцені Гріффіт поміщає героїв в дверях таким чином, що їх особи глядачам не видно. У кадрі тільки частина фігур дівчат і юнаків, їх плечі, кисті рук. Всі пояснення відбувається за допомогою красномовних жестів.

## У ролях
- Ліліан Гіш — дочка торговця
- Лайонел Беррімор — батько молодої жінки
- Гаррі Хайд — багач, волоцюга
- Дороті Ґіш
- Кейт Тонкрай — тітка
- Роберт Харрон — молодий друг
- Адольф Лестіна — лікар
- Генрі Волтголл — учасник в сцені в саду
- Віола Баррі — учасник в сцені в саду
- Джекіл Ланое — учасник в сцені в саду
- Мей Марш
- Франк Опперман
- Волтер Робінсон